# MK-7264
MK-7264（英語：Gefapixant），又称吉法匹生，是一种磺胺类药物，作为嘌呤P2X受体P2RX3的拮抗剂，可用于治疗慢性咳嗽。